# 桂花負蝽
桂花負蝽，俗稱水剪（臺灣客家語）、水鱟，或稱作狄氏大田鱉、日本大田鱉、田鱉、桂花蟬(在日本稱高野聖)。本類昆蟲為半翅目中最大的水生昆蟲，牠也有食用性的用途，分布於熱帶、亞熱帶、溫帶地區，物種非常多樣化，最大品種田鱉約4.7英吋(12cm)，牠們在大部分國家內非常普遍常見，但在一些國家內數量大幅減少，在日本的保護狀況受到威脅，已列入「易危物種」（VU）。

## 外部型態
- 身體區分成頭部、胸部與腹部三個部分。
- 胸部有一對特化呈鐮刀狀的前肢；胸部有兩對足。
- 尾部末端有兩根短呼吸管（可收縮）組成。

## 習性

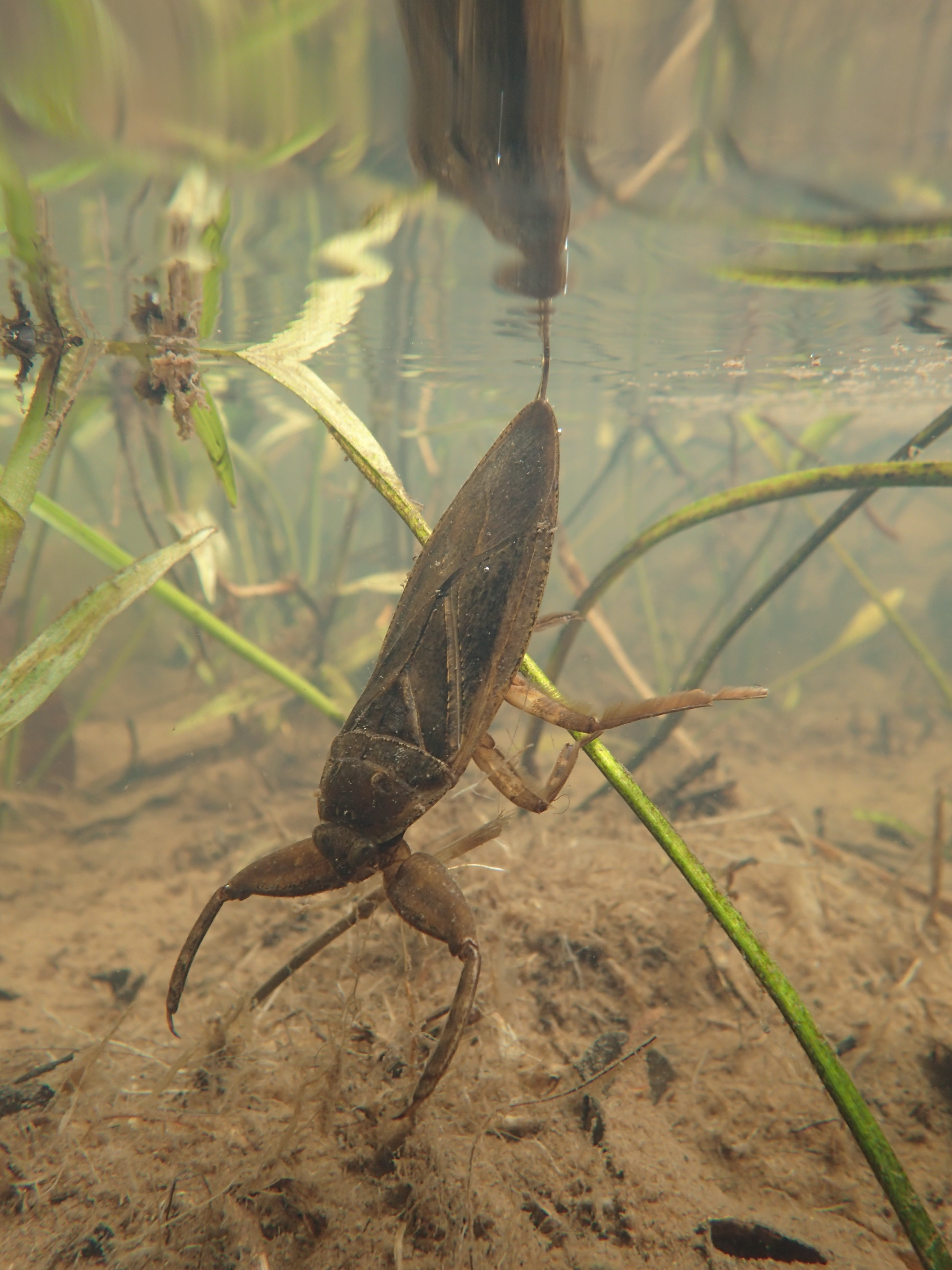
在野外等待獵物的桂花負蝽。（日本熊本縣球磨郡）

成蟲體長約5～8公分，體色接近暗褐色，為肉食性昆蟲，性格兇猛，複眼發達，會利用特化的尖銳狀鐮刀前足捕捉獵物，其主食為青蛙、蝌蚪和魚類，有時甚至會捕捉其他水生昆蟲、福壽螺以及烏龜、蛇等爬行綱、老鼠等小型哺乳類，水中體型比牠大的動物都有可能成為牠捕食的對象，在捕捉到獵物的同時，田鱉會迅速注入消化液腐蝕獵物內部並吸取的溶解後的體液，大田鱉的飲食偏好為蛙類和魚類，前足上的勾爪亦可劃傷、勾住獵物的皮膚，而中、後足為扁平狀，為游泳足，而翅膀不常使用，不過飛行能力很強，因有趨光性，夜間會飛行到燈光明亮處。其天敵為鷺鷥等鳥類。
雌型個體較大、肥胖，達到6公分的雄性個體更是罕見。其最大個體產於南美洲，體長可達12公分以上。田鱉與紅娘華有近親關係，共同特徵為手中具有特化的鐮刀鉗助於捕食獵物、同樣為刺吸式口器進食。經常棲息於植被水域或稻田中水草較為茂密的靜水區，並代表稻田的「環境指標生物」，可以用來測量水質的乾淨程度。當冬季到達時，田鱉會主要選擇離水不遠的陸地上草較茂密的地方、石頭下過冬，少數會選擇於水中生活緩慢的代謝並等待春天的到來。成蟲一般在野外的壽命可達1年以上，不過在人工飼養的環境下也有達3年以上的例子，在繁殖季節時，通常田鱉於5、6月成熟，會大量出現，當雄蟲找到適宜的對象後會拍動水波吸引雌蟲的注意是否進行交配，交配後，雌蟲產下多個卵形成塊狀產於離開水面的水草、樹枝條上等等，產卵完後，雄蟲將會擔任守衛並保護卵塊，並給予卵適當的水分，讓卵助於孵化，經過幾天的時間孵化後，會落入水中，開始展開生活，經過調查指出雄性個體的數量比例比雌性還高，是種成蟲（雄性）皆有護卵行為的水生昆蟲。不過有些野外尚未交配的雌蟲會使用前足破壞雄蟲正在保護的卵塊，藉此使雄蟲無法保護前任雌蟲的卵塊而放棄護卵的職責，迫使雄蟲會與新的雌蟲交配讓新的雌蟲來繁殖下一代，並重新轉移擔任護卵的職責。

## 危害與瀕危
在早期，在各個國家田鱉數量很多，以魚池、水生生物棲息地出沒，生物都難逃一劫，遭到牠們的獵食，已造成危害歸為「害蟲」，之後人們開始使用農藥等等毒素侵害水源，也隨著都市化，稻田、水域的消失，導致水質環境要求條件較高的牠們死亡，但也不只有牠們，包括其他的水生昆蟲、生物也難逃，導致部分水生生物的危害至今。

## 其他品種

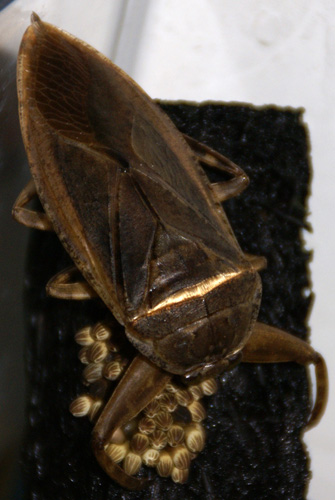
正在護卵的雄蟲，護卵是雄蟲的職責。

世界上有很多種，目前已知確認的有20種，每種都是當地水生昆蟲中的大型種。
- Lethocerus annvilipes：分布於南美洲的大型種，體長約9公分，但身體較細長一點、前足較小，當地約6、7、8月為繁殖季節，會大量飛向燈光區。

- Lethocerus americanus（英语：Lethocerus americanus）：體長約5至6公分[17]，與台灣產的桂花負蝽相似。

- Lethocerus cordfonus：分布於非洲利比亞、肯亞，關於生態與生活環境資訊不足，和台灣的印度大田鱉體型相當，一樣頭部到胸部有著明顯的「V」字斑紋線條，比起其他田鱉稍微大一點。

- Belostoma grandis：分布於南美洲，是世界和半翅目中最大品種，其體長可達到10公分以上，與L.maximus相當，也一樣在南美洲，牠可能是另一個獨立的物種或與L.maximus同類。

- Lethocerus grisens：棲息於佛羅里達州，稍微比美國產的田鱉小些，約7公分左右。

- Lethocerus insulanus（英语：Lethocerus insulanus）：棲息於澳大利亞東北部地區，特別是昆士蘭州，還有新南威爾士州北部等地區，其他地區包括菲律賓和美拉尼西亞，和新喀裡多尼亞和巴布亞新幾內亞。[18]體長約6公分左右，生活在靜止的淡水湖泊中。[19]

- Lethocerus indicus：印田鱉蝽，棲息於東南亞以及中國東南部、韓國、琉球群島和新幾內亞。[4]其中最大特徵是頭部到胸部有著一個「V」字斑紋線條，在日本沖繩縣八重山群島與那國島也有分布，體長約6.5至8.5公分左右[4]，比桂花負蝽稍大一些，成體的印度大田鱉在越南、泰國為一種非常受歡迎的菜餚[20]，也會拿來製作成泰式辣椒醬等調味品。[21]

- Lethocerus maximus：分布於南美洲，與B.grandis同樣可達到10公分以上，生活在環境豐富的水域，和其他田鱉一樣雄蟲會保護卵塊。

- Lethocerus mericanus：分布於北美洲，體長和前足較小的品種。

- Lethocerus medius（英语：Lethocerus medius）：分布於北美洲、中美洲，加勒比海地區[22]，複眼部分較為其他品種明顯稍大一些。

- Lethocerus patruelis（英语：Lethocerus patruelis）：原產於歐洲東南部，遍及西南亞，巴基斯坦、印度和緬甸。是歐洲最大的水生昆蟲[23]，成蟲雌性通常約7至8公分，而成蟲雄性為6至7公分左右。

- Lethocerus uhleri（英语：Lethocerus uhleri）：於中美洲和北美洲發現的品種。[24]是小型種田鱉，體長約4.5公分左右，比起其他田鱉，體型非常的瘦。

- Hydrocyrinus屬：世界有6到7種，和田鱉很相似的另一個物種，卵塊和其他田鱉有些差異。

## 另見
- 蠍蝽科：相關近親[11]。
- 負蝽科、田鱉屬
- 水生昆蟲

## 備註
1. ↑  原本學名為：，傳統上列入田鱉屬（Lethocerus），但在2006年時被重新轉移至Kirkaldyia 而變成學名：。[2]
2. ↑  其實田鱉雖然為魚池造成危害，但是牠們也是重要的「環境指標生物」[13]，只要有牠們的存在代表水源非常乾淨、物種豐富。
3. ↑  田鱉對水質的汙染非常敏感，微量的濃度汙染也會減少壽命甚至無法適應而死亡。

## 外部連結
- タガメ Lethocerus deyrolli 保護狀況 （页面存档备份，存于）（多樣性生物調查）
- 蘋果調查：昆蟲界猛禽 田鱉絕跡30年 （页面存档备份，存于）
- 蘋果調查：守護夢幻昆蟲 種出田鱉米
- 昆蟲界暖男爸爸 （页面存档备份，存于）